# Гайленд (Арканзас)
Гайленд (англ. Highland) — місто (англ. city) в США, в окрузі Шарп штату Арканзас. Населення — 982 особи (2020).

## Географія
Гайленд розташований на висоті 186 метрів над рівнем моря за координатами 36°16′7″ пн. ш. 91°31′14″ зх. д. / 36.26861° пн. ш. 91.52056° зх. д. (36.268616, -91.520417).  За даними Бюро перепису населення США в 2010 році місто мало площу 23,06 км², з яких 22,91 км² — суходіл та 0,15 км² — водойми.

## Демографія
Згідно з переписом 2010 року, у місті мешкало 1045 осіб у 404 домогосподарствах у складі 302 родин. Густота населення становила 45 осіб/км².  Було 495 помешкань (21/км²). 
Расовий склад населення:
| - 96,6 % — білих - 0,8 % — корінних американців - 0,1 % — чорних або афроамериканців |

До двох чи більше рас належало 1,8 %. Іспаномовні складали 3,3 % від усіх жителів.
За віковим діапазоном населення розподілялося таким чином: 24,6 % — особи молодші 18 років, 53,7 % — особи у віці 18—64 років, 21,7 % — особи у віці 65 років та старші. Медіана віку мешканця становила 43,0 року. На 100 осіб жіночої статі у місті припадало 91,4 чоловіків;  на 100 жінок у віці від 18 років та старших — 93,1 чоловіків також старших 18 років.
Середній дохід на одне домашнє господарство  становив 49 771 долар США (медіана — 40 900), а середній дохід на одну сім'ю — 52 857 доларів (медіана — 41 850). Медіана доходів становила 33 125 доларів для чоловіків та 35 625 доларів для жінок. За межею бідності перебувало 19,6 % осіб, у тому числі 29,8 % дітей у віці до 18 років та 3,2 % осіб у віці 65 років та старших.
Цивільне працевлаштоване населення становило 333 особи. Основні галузі зайнятості: освіта, охорона здоров'я та соціальна допомога — 30,9 %, роздрібна торгівля — 14,4 %, науковці, спеціалісти, менеджери — 9,0 %, виробництво — 7,2 %.
За даними перепису населення 2000 року в Гайленді проживало 986 осіб, 309 сімей, налічувалося 403 домашніх господарств і 501 житловий будинок. Середня густота населення становила близько 43,4 осіб на один квадратний кілометр. Расовий склад Гайленда за даними перепису розподілився таким чином: 98,07 % білих, 0,41 % — корінних американців, 0,2 % — азіатів, 1,22 % — представників змішаних рас, 0,1 % — інших народів. іспаномовні склали 1,42 % від усіх жителів міста.
З 403 домашніх господарств в 29,5 % — виховували дітей віком до 18 років, 60,3 % представляли собою подружні пари, які спільно проживали, в 10,9 % сімей жінки проживали без чоловіків, 23,1 % не мали сімей. 20,8 % від загального числа сімей на момент перепису жили самостійно, при цьому 9,7 % склали самотні літні люди у віці 65 років та старше. Середній розмір домашнього господарства склав 2,45 особи, а середній розмір родини — 2,78 особи.
Населення міста за віковим діапазоном за даними перепису 2000 року розподілилося таким чином: 24,3 % — жителі молодше 18 років, 6,1 % — між 18 і 24 роками, 23,3 % — від 25 до 44 років, 25,7 % — від 45 до 64 років і 20,6 % — у віці 65 років та старше. Середній вік мешканця склав 42 роки. На кожні 100 жінок в Гайленді припадало 98,8 чоловіків, у віці від 18 років та старше — 96,3 чоловіків також старше 18 років.
Середній дохід на одне домашнє господарство в місті склав 28 929 доларів США, а середній дохід на одну сім'ю — 32 788 доларів. При цьому чоловіки мали середній дохід в 25 357 доларів США на рік проти 15 938 доларів середньорічного доходу у жінок. Дохід на душу населення в місті склав 14 589 доларів на рік. 13 % від усього числа сімей в окрузі і 18,2 % від усієї чисельності населення перебувало на момент перепису населення за межею бідності, при цьому 25,2 % з них були молодші 18 років і 9,6 % — у віці 65 років та старше.